# Вершинин, Василий Фёдорович
Василий Фёдорович Вершинин (род. 7 марта 1940 года в д. Вершинята Котельнического района Кировской области, РСФСР, СССР) — российский учёный, экономист, политик, депутат Государственной Думы ФС РФ первого созыва

## Биография
После окончания школы, с 1956 по 1959 год работал в колхозе «Победа» Кировской области ездовым. В 1959 году призван для прохождения срочной службы, с 1959 по 1962 год служил на Тихоокеанском флоте. После демобилизации, с 1962 по 1964 год работал в колхозе «За коммунизм» бригадиром. В 1964 году получил высшее образование по специальности «агроном-эконрмист» заочно окончив Кировский сельскохозяйственный институт.
С 1964 по 1969 год работал в колхозе «Маяк» председателем правления колхоза. С 1960 по 1990 год был членом КПСС, в 1966 году был исключён из партии, через год был восстановлен в КПСС. С 1969 по 1972 год учился в очной аспирантуре Всесоюзного института экономики сельского хозяйств. В 1972 году защитил диссертацию, кандидат экономических наук. С 1972 по 1973 год работал в совхозе «Токсякова» в должности директора.
С 1973 работал заведующим отдела, с 1976 по 1983 год — заместителем директора Всероссийского центра научной организации труда. С 1983 по 1990 год работал заведующим сектором во Всесоюзном НИИ экономики сельского хозяйства, заведующим отделом во Всесоюзном НИИ экономики сельского хозяйства. В 1990 по 1993 год возглавлял московскую областную ассоциацию фермеров «Московский крестьянский союз». С 1991 по 1993 был вице-президентом Ассоциации крестьянских хозяйств и кооперативов (АККОР), был одним сооснователей ассоциации.
В 1993 году избран депутатом Государственной думы I созыва, был членом комитета по аграрным вопросам, входил во фракцию Аграрной партии России. Является Государственным советником Российской Федерации 3 класса.
С 1996 по 2004 год работал советником в комитете Госдумы по аграрным вопросам, с 2004 по 2006 год работал в Россельхозбаке советником. В 2000 году основал и возглавил Российский аудиторский союз сельскохозяйственных кооперативов «Чаянов», на базе которого в 2007 году было образова СРО «Российский союз „Чаянов“».
Являлся членом совета по малому и среднему предпринимательству при Министерстве сельского хозяйства Российской Федерации.

## Награды и звания
- Медаль «За трудовое отличие».
- Почетное звание «Заслуженный работник сельского хозяйства Российской Федерации».
- Золотая медалью Министерства сельского хозяйства РФ «За вклад в развитие агропромышленного комплекса России».
- Именные часы Министра сельского хозяйства РФ[2]

## Семья
Женат, трое детей.